# Nick Wheeler
Nick Wheeler (20 de marzo de 1982) es el guitarrista, teclista y hace los coros en la banda de power pop norteamericana The All-American Rejects.

## Biografía
Nacido en Stillwater, Oklahoma. Su carrera musical fue inspirada a través de la colección de bandas de su hermana, que incluían a Queen o Def Leppard. Comenzó a tocar la guitarra con siete años, y ya siendo adolescente fue invitado a tocar con su banda a una fiesta donde conoció a Tyson Ritter. Éste se unió a la banda de Wheeler al ver que no tenían bajista, y comenzaron una gran amistad. Los dos fueron a Nueva York donde grabaron su primer álbum. Meses después se unieron a la banda Mike Kennerty y Chris Gaylor. Su primer álbum, en el cual Nick toca la batería y guitarra, se incluyen los éxitos "Swing, Swing", "Time Stands Still" y "The Last Song". Año y medio después grabaron su segundo álbum, "Move Along". Este disco vendió más que el primero, con éxitos como "It Ends Tonight" o "Dirty Little Secret". Nick tiene muchos tatuajes en el cuerpo, como uno los Muppets en el brazo derecho. Actualmente reside en Destin, Florida.
Tiene muchas guitarras acústicas y sobre todo eléctricas. Se le ve con una Firebird en todos los videos excepto en "It Ends Tonight".
- Datos: Q3321709